# Adelina Gutiérrez
Pour les articles homonymes, voir Gutiérrez.
Adelina Gutiérrez, née le 27 mai 1925 à Santiago et morte le 11 avril 2015 dans la même ville, est une astrophysicienne chilienne.

## Biographie
Après avoir étudié les mathématiques et la physique à l'université du Chili, elle devient professeur de sciences en 1948 dans un lycée de Santiago et à la Faculté de sciences physiques et de mathématiques de l'université du Chili. À partir de 1949, elle travaille à l'observatoire astronomique national, où elle se spécialise en photométrie.
À la fin des années 1960, elle part compléter ses études aux États-Unis et obtient un doctorat en astrophysique de l'Université de l'Indiana en 1964. Elle est alors la première Chilienne titulaire d'un doctorat en sciences.
À son retour au Chili, elle participe à la création d'une licence (1965), puis d'une maîtrise (1976), en astronomie à l'université du Chili.
À partir de 1967, elle travaille avec son mari, Hugo Moreno León, à l'observatoire du Cerro Tololo. Cette même année, elle devient la première femme et le premier astrophysicien à siéger à l'Académie des sciences du Chili.